# Azanza garckeana
Azanza garckeana là một loài thực vật có hoa trong họ Cẩm quỳ. Loài này được (F.Hoffm.) Exell & Hillc. mô tả khoa học đầu tiên năm 1954.